# السلاحف (فلم)
السلاحف  فيلم كوميدي مصري للمخرج سعيد محمد مرزوق  عام 1996، كتب القصة والسيناريو والحوار حازم عبد المحسن الفيلم من بطولة سمير غانم، تيسير فهمي، غادة الشمعة، صلاح عبدالله، محمود الحفناوي، وميمى سالم وتدور الأحداث حول فتاة قروية تفر من قريتها إلى القاهرة لتصبح مغنية بالملاهي الليلية، ويدفع عمدة قريتها بثلاثة من القرويين للسفر إلى العاصمة لقتل الفتاة المارقة وغسل عار القرية. صدر الفيلم إلى دور العرض المصرية في 15 يوليو 1996. منح موقع قاعدة بيانات الأفلام العربية "السينما.كوم" الفيلم درجة 4/ 10.

## طاقم التمثيل
- سمير غانم: في دور هنداوي
- تيسير فهمي: في دور سونيا
- غادة الشمعة: في دور بوسي
- صلاح عبد الله: في دور منشار
- محمود الحفناوي: في دور برهام
- ميمى سالم: في دور سالي
- علي السبع: في دور العمدة
- رمزي غيث:[12] في دور مسعود
- محمود عزب:[13] في دور الغفير
- محمد السقا: في دور عماد
- عبد الباسط حمودة:[14] في دور المطرب
- مرمر:[15] في دور الراقصة

بالاشتراك مع: لطفي منصور – عبد العزيز مبارك – أحمد رضا – عطا الغمراوي – هشام غزال

## أحداث الفيلم
تعيش الشابة صابحة (مرمر) في نجع صقر بالصعيد، وتهرب من قريتها لتعمل بالغناء في الملاهي الليلية بالقاهرة. تنتشر شرائط أغاني في الأسواق، حتى وصلت للقرية، التي ثارت على العار الذي أصابها بسبب انتماء صابحة للقرية، ولذلك قرر العمدة (على السبع) الانتقام لشرف القرية، وغسل العار بدم صابحة، ولأن الجميع لم يسبق له زيارة للقاهرة، سوى هنداوي (سمير غانم) عندما كان صغيرا، فقد لجأ إليه العمدة ليأتيه بخبر صابحة، بمساعدة أشقائه: منشار (صلاح عبد الله) وبرهام (محمود الحفناوي)، فلما رفض هنداوي، وعده العمدة بإعادة أرضه التي نهبها من والده، ومبلغ كبير من المال، فوافق هنداوي تحت إلحاح أخويه، وأمدهم العمدة بثلاثة حمير ليركبوها إلى القاهرة. سار الثلاثة بجوار الحمير حتى تعبوا، وعندما فكروا في ركوب الحمير، وجدوها قد سرقت منهم، فلما وصلوا للقاهرة تعرض لهم شاب مخنث، فتشاجروا معه وذهبوا لقسم الشرطة، حيث احتجزوا ليتعرفوا على المحتال عماد (محمد السقا) الذي عرف قصتهم ووعدهم بتوصيلهم إلى الملهى الليلي الذي تغني فيه صابحة. تمتلك سونيا (تيسير فهمي) الملهى الليلي وتتخذه ستارا لتجارة المخدرات، وتأمل في تكوين ثروة كبيرة، تستطيع بها افتتاح محل للأزياء تسيطر به على السوق، وتنتقم من حبيبها الذي خانها. افتتحت سونيا ورشة صغيرة لشقيقتها الأصغر بوسي (غادة الشمعة)، ليكون نواة لأكبر بيت أزياء في مصر، ولما علمت شقيقتها بوسي بتجارتها في المخدرات، حاولت نصحها بالعودة للطريق القويم، دون جدوى. تركت صابحة الملهى وعادت لقريتها لتدافع عن نفسها وتنال عفو العمدة، الذي أخبرته أنها بريئة من تهمة الغناء، وأنها في الحقيقة تعمل راقصة. تمكنت صابحة من خداع العمدة برقصها، وسرقت أمواله وهربت، فأخذ العمدة خفيره بركات (محمود عزب) وسافر إلى القاهرة، ليمنع هنداوي من قتل صابحة، قبل استرداد أمواله التي سرقتها. قدم عماد الإخوة الصعايدة إلى سونيا لقاء مبلغ من المال، وذلك لتستغلهم في أعمالها المشبوه، حيث كانت تريد التغلب على استغلال شريكها مسعود (رمزي غيث) الذى يأخذ 50% من قيمة أي صفقة مخدرات، وقررت أن تستغل الصعايدة هنداوي وإخوانه في استلام البضاعة، واستضافت هنداوي وإخوانه في شقتها، وطلبت من الراقصة سالي (ميمي سالم) العمل على الاحتفاظ بهنداوي وإخوانه في الشقة، والحرص على عدم إرسالهم أي خطابات للبلد بتحركاتهم، ثم سافروا جميعا للبحر الأحمر لاستلام البضاعة، بينما تمكن عماد من الاتفاق مع سالي لمعرفة ميعاد التسليم، حيث تمكنوا من الاستيلاء على شنطة الهيروين، التي استلمها هنداوي، ولكن مسعود تمكن من قتل سالي والاستيلاء على الشنطة، وقبض على العمدة وغفيره بركات، ولكن هنداوي استطاع التغلب على مسعود وعصابته، حتى وصل رجال الشرطة وتم القبض على العصابة وحررت العمدة والذي طالب هنداوي برأس صابحة، وابلغته سونيا أن صابحة وقعت عقد عمل في أمريكا، فقرر هنداوي وإخوانه الذهاب إلى أمريكا سيرًا على الأقدام، لاستعادة صابحة.

## وصلات خارجية
- مقالات تستعمل روابط فنية بلا صلة مع ويكي بيانات
- السلاحف على موقع الدهليز
- السلاحف على موقع كاروهات

- https://www.tvguide.com/movies/al-salahif/2000326106/ السلاحف (فيلم)